# Diadal (Frakk, a macskák réme)
A Diadal a Frakk, a macskák réme című rajzfilmsorozat első évadjának első része.

## Cselekmény
Élt egyszer két kövér macska, Lukrécia és Szerénke, a gazdáikkal Károly bácsival és Irma nénivel. A kövér macskák boldogan éltek a szép kertes házban, igaz, hogy Irma néni nagyon elkényeztette őket. Ebből lett a baj. Károly bácsi addig álmodozott egy olyan kutyáról, amelyik macskát reggelizik, ebédel, vacsorázik, amíg egyszer csak valóban egy eleven kutya jelent meg a házban: Frakk, a macskák réme.

## Alkotók
- Rendezte: Macskássy Gyula, Nagy Pál
- Írta: Bálint Ágnes
- Zenéjét szerezte: Pethő Zsolt
- Hangmérnök: Bársony Péter
- Vágó: Czipauer János
- Tervezte: Várnai György
- Háttér: Szálas Gabriella
- Asszisztens: Ifj. Nagy Pál
- Színes technika: Dobrányi Géza, Fülöp Géza
- Gyártásvezető: Ács Karola
- Produkciós vezető: Gyöpös Sándor, Kunz Román

Készítette a Magyar Televízió megbízásából a Pannónia Filmstúdió

## Szereplők
- Frakk: Szabó Gyula
- Lukrécia: Schubert Éva
- Szerénke: Váradi Hédi
- Károly bácsi: Rajz János
- Irma néni: Pártos Erzsi
- Károly bácsi régi osztálytársa: Bánhidi László